# Världsutställningen 1867

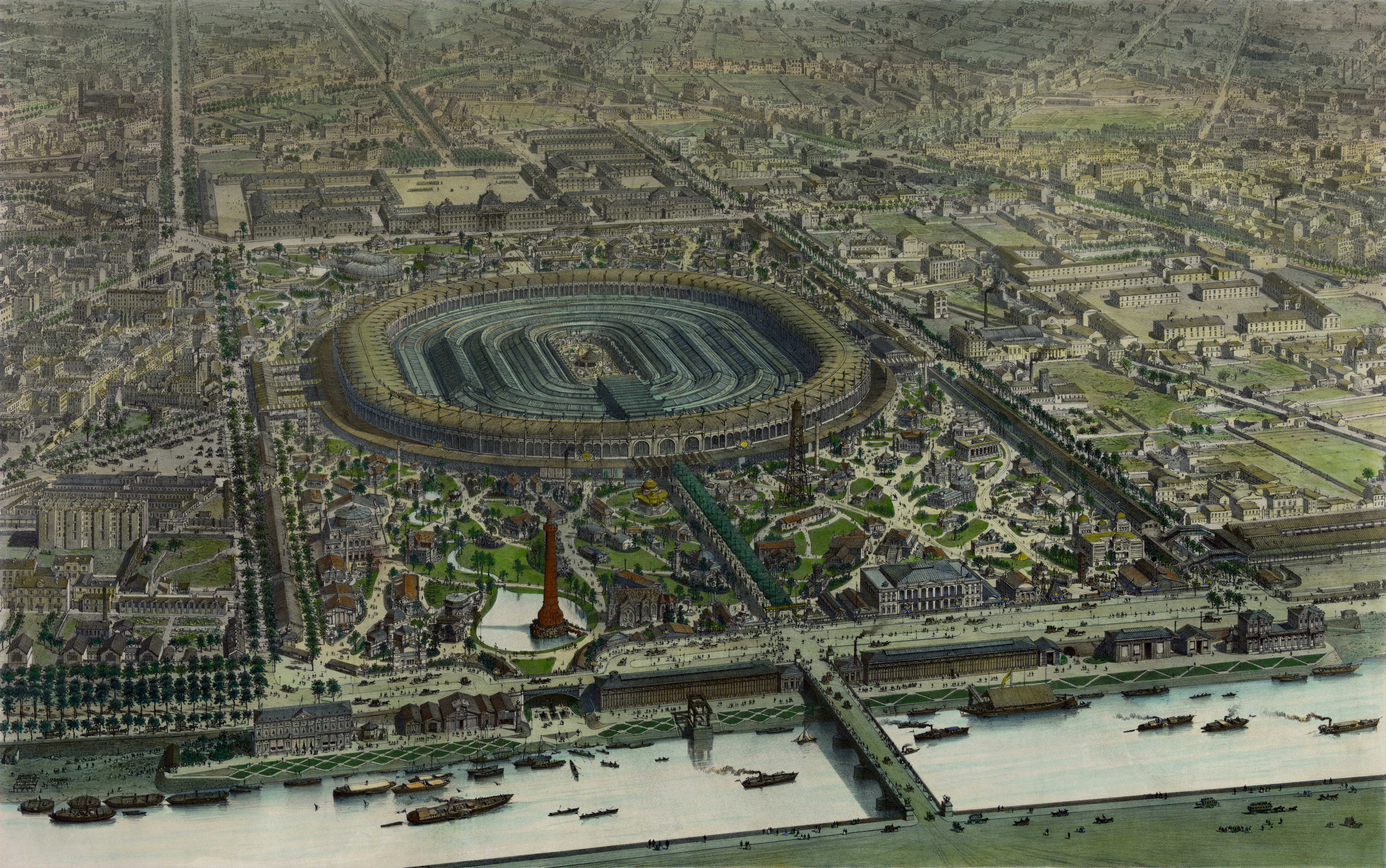
Utställningsområdet 1867.

Världsutställningen 1867 (även kallad Paris International eller Exposition Universelle) var en internationell världsutställning som hölls från 1 april 1867 till 3 november 1867 på Champ de Mars i Paris, Frankrike. Vid utställningen, som besöktes av över 9,2 miljoner personer, deltog drygt 52 200 utställare från 32 länder. Som nyheter presenterades bland annat en hydraulisk hiss och armerad betong. Svensk-norska unionens paviljong var en mindre kopia av Ornässtugan som rönte stor uppmärksamhet.

## Historik

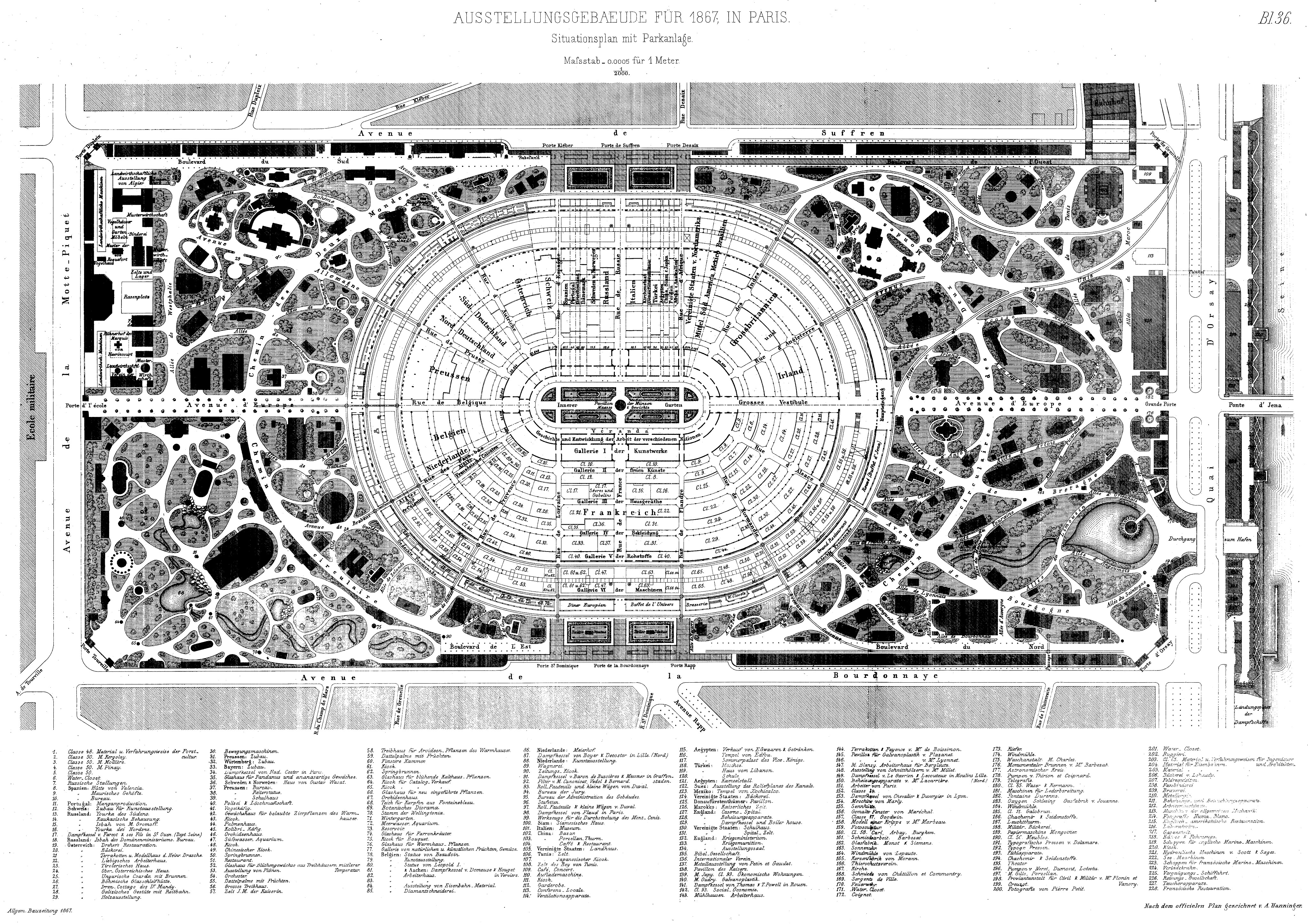
Översiktsplan och utställarförteckning.

Initiativet till världsutställningen 1867 tog Napoleon III. Den officiella utställningshymnen skrevs av Gioacchino Rossini. Ingenjören Jean-Baptiste Krantz (1817–1899) och arkitekten Léopold Hardy (1829–1894) ledde bygget av den gigantiska ovala utställningsbyggnaden som uppfördes av omkring 26 000 arbetare. 
Byggnaden var 490 meter lång och 380 meter bred och dess inre var uppdelat i olika stora områden för de deltagande nationerna. Kring ovalen anlades en park med grottor, fontäner och diverse byggnader som representerade olika länder, bland annat ett tunisiskt kaffehus, ett kinesiskt tehus, ett mejeri från Nederländerna och bondgårdar från Ryssland.
Hissfirman Otis presenterade sin säkerhetshiss, egyptologen Auguste Mariette visade sina forskningsresultat och Nicolaus Otto fick guldmedaljen för en speciell typ av motor. Den svenske folklivsforskaren Nils Månsson Mandelgren belönades med en bronsmedalj för utställning av sina litografier. Till prominenta besökare hörde bland annat författarna Hans Christian Andersen, Mark Twain och Jules Verne. Bland statsöverhuvuden fanns tsaren Alexander II av Ryssland, Abd ül-Aziz (sultan över Osmanska riket) och Ismail Pascha (ståthållare i Egypten).

### Sveriges bidrag

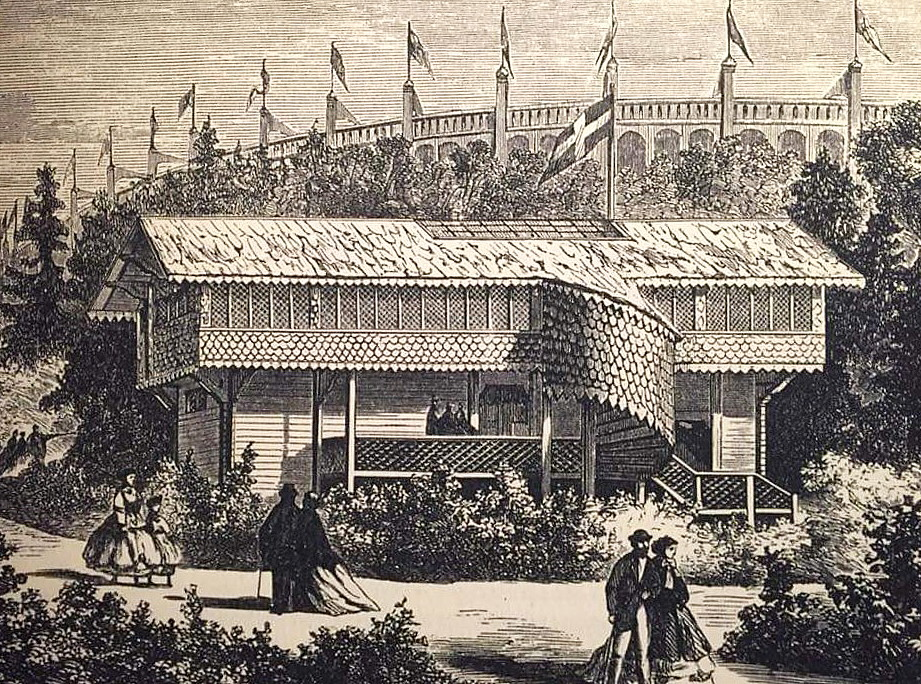
"Maison de Gustave Wasa" 1867.

Bland de talrika byggnader i parken som omgav själva utställningshallen fanns även det svensk-norska bidraget i form av en mindre kopia av Ornässtugan, en loftbyggnad från början av 1500-talet belägen Ornäs i Dalarna. Den svensk-norska utställningskommissionen, under ledning av kommissionens president Oskar II (dåvarande prins) och med hjälp av arkitekten Fredrik Wilhelm Scholander, ville visa en historisk timmerstuga som exempel på svensk allmogekultur. 
I byggnaden blandades gammalt med nytt, exempelvis maskinsågade byggnadsdelar och inskrivna ordstäv ur Havamal på takstolarna. Stugan blev därmed inte bara en symbol för tidens historiskt romantiska strömningar utan även ett exempel på tidig svensk industrialisering inom byggbranschen. På utställningen kallades byggnaden Maison de Gustave Wasa (Gustav Wasas hus). Den svensk-norska paviljongen, liksom avdelningen för folkdräkter (från Blekinge) och de arkeologiska utställda föremålen rönte stora svenska framgångar. I Ornässtugan visades en svensk folkskoleinteriör samt presenterades jordbruks- och fiskeredskap från landet. 
Knappt två år efter utställningens slut förvärvade kung Karl XV byggnaden och lät flytta den till Ulriksdals slottsområde med inventarier och allt. Där blev byggnaden till en början ett sommarnöje för bland andra kungens livmedikus professor Edvard Edholm. Efter 1921 blev huset hemvist för konstnärerna Gustav Sandberg och Axel Wallert. Maison de Gustave Wasa finns fortfarande bevarad på slottsområdet i Kungliga Nationalstadsparken i Solna och är numera en privatvilla med två bostäder.

### Historiska bilder

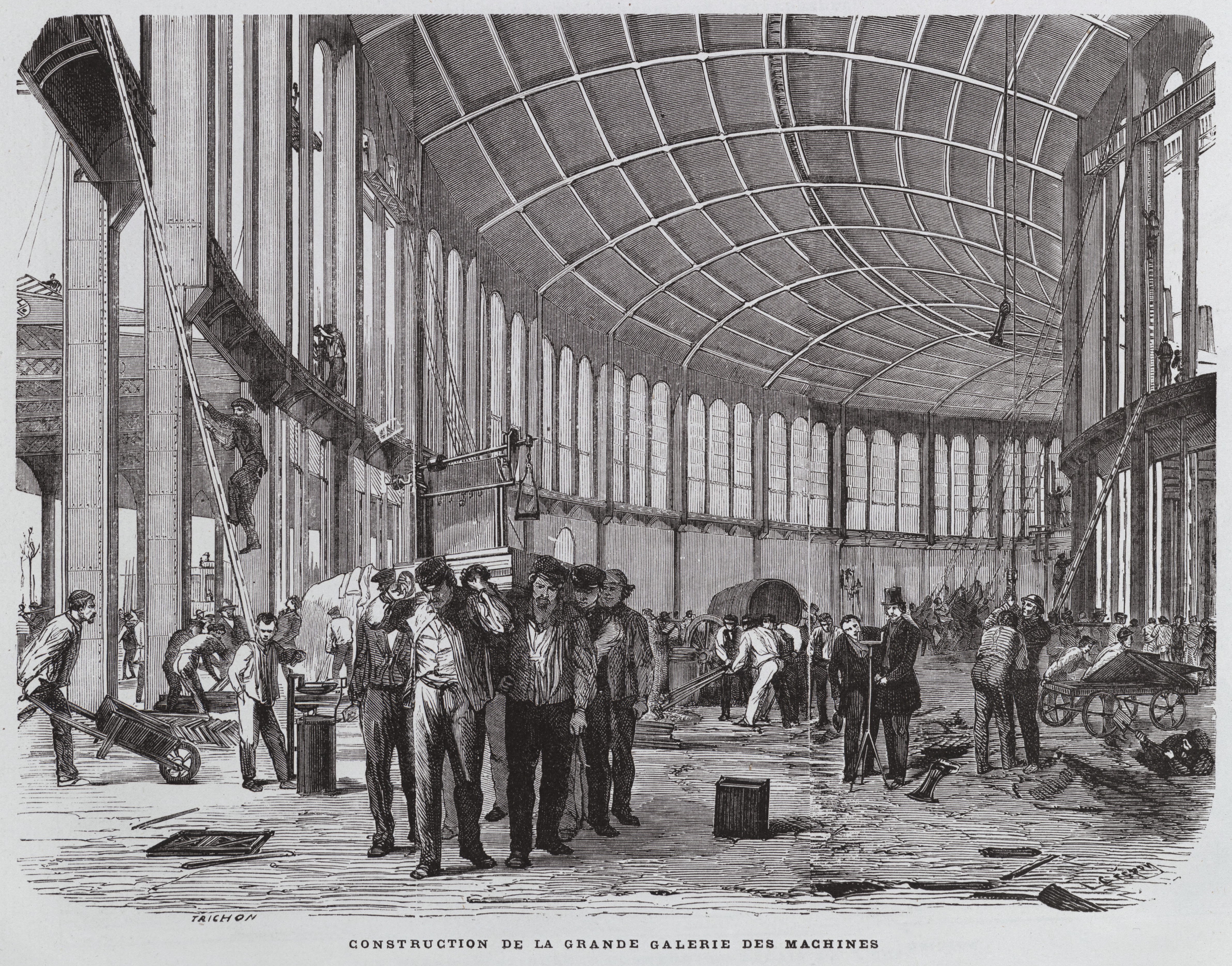
Byggarbeten i utställningshallen.
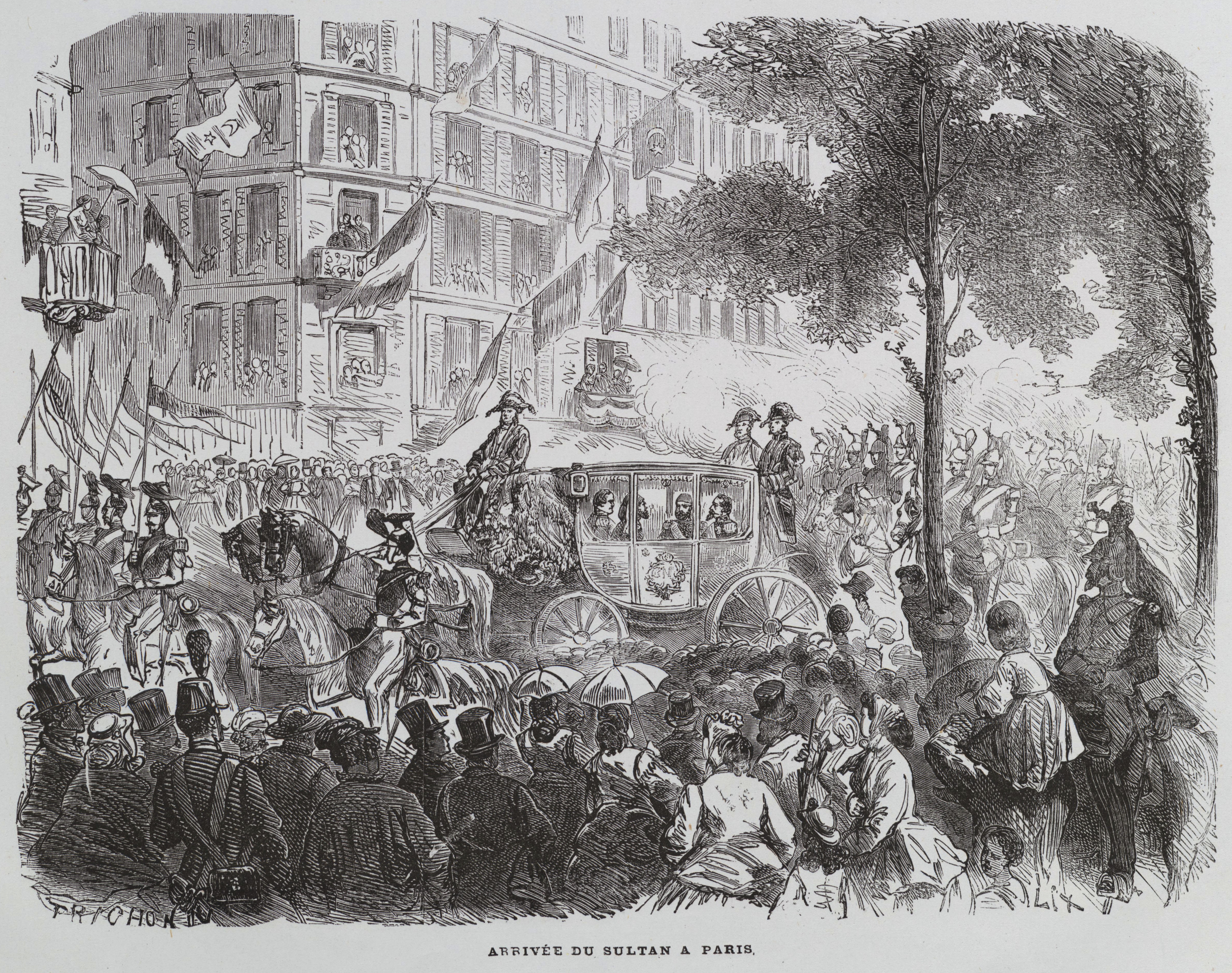
Sultanen över Osmanska riket anländer.
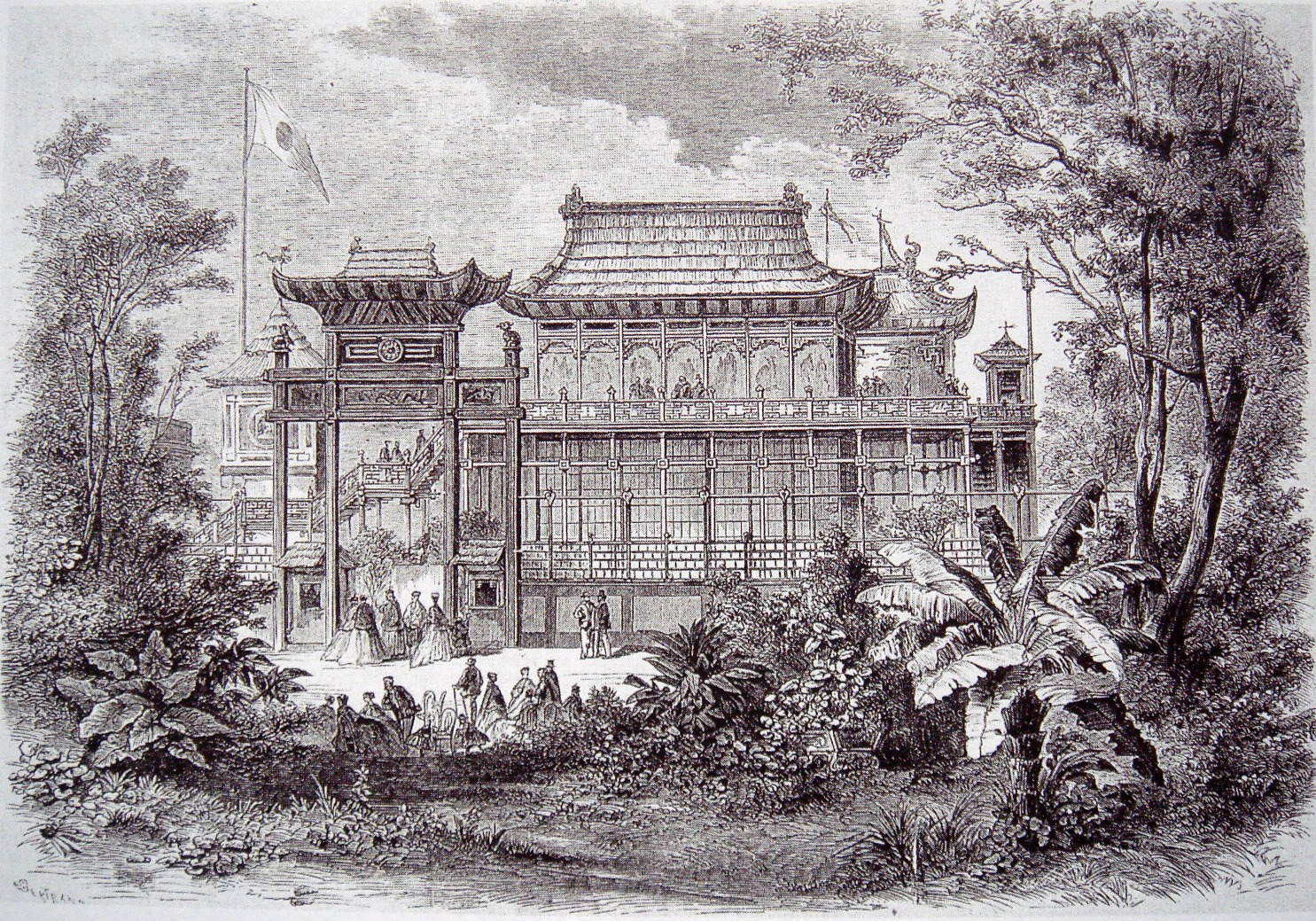
Kinas och Japans paviljong.
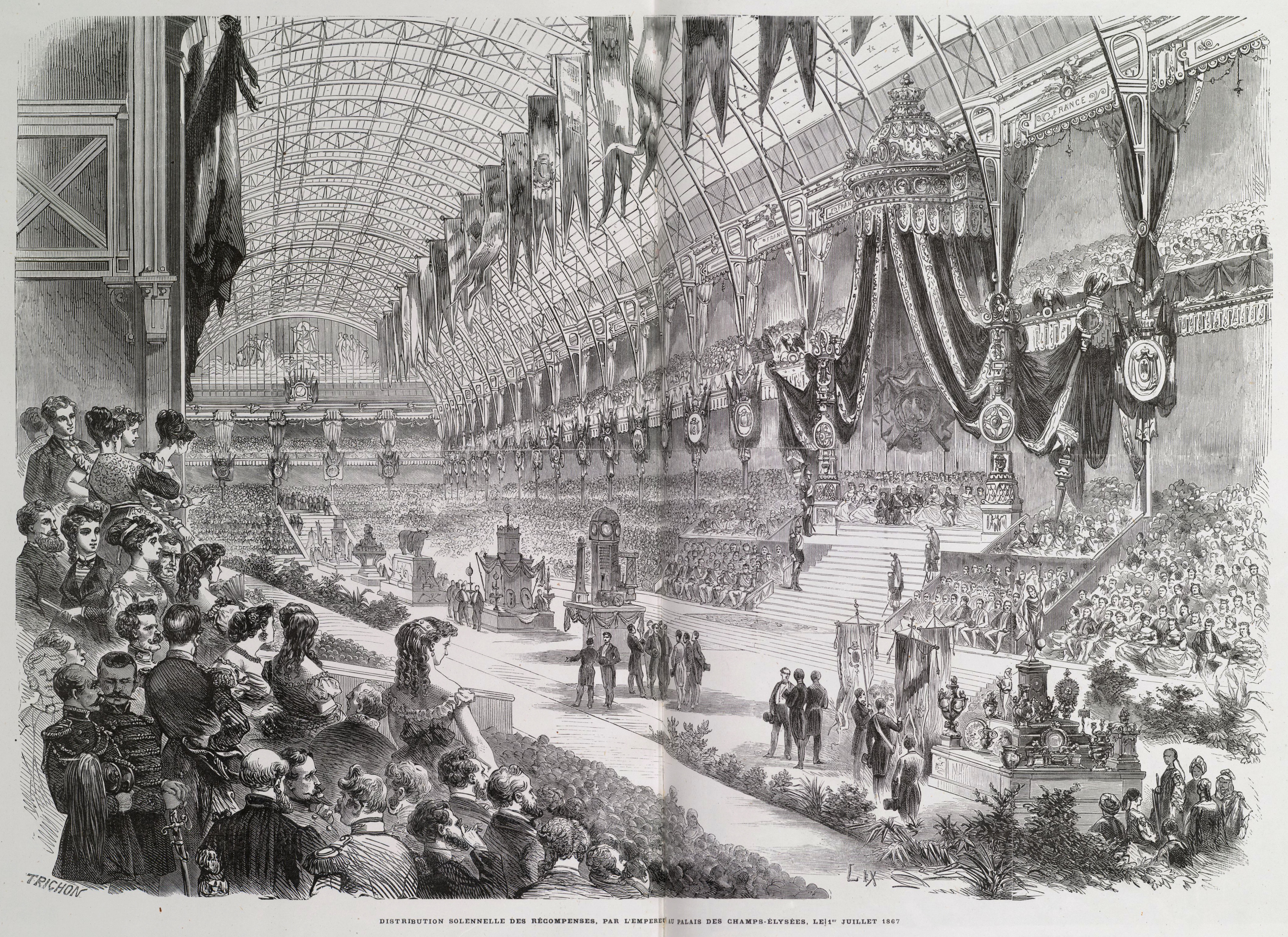
Napoleon III delar ut priser.
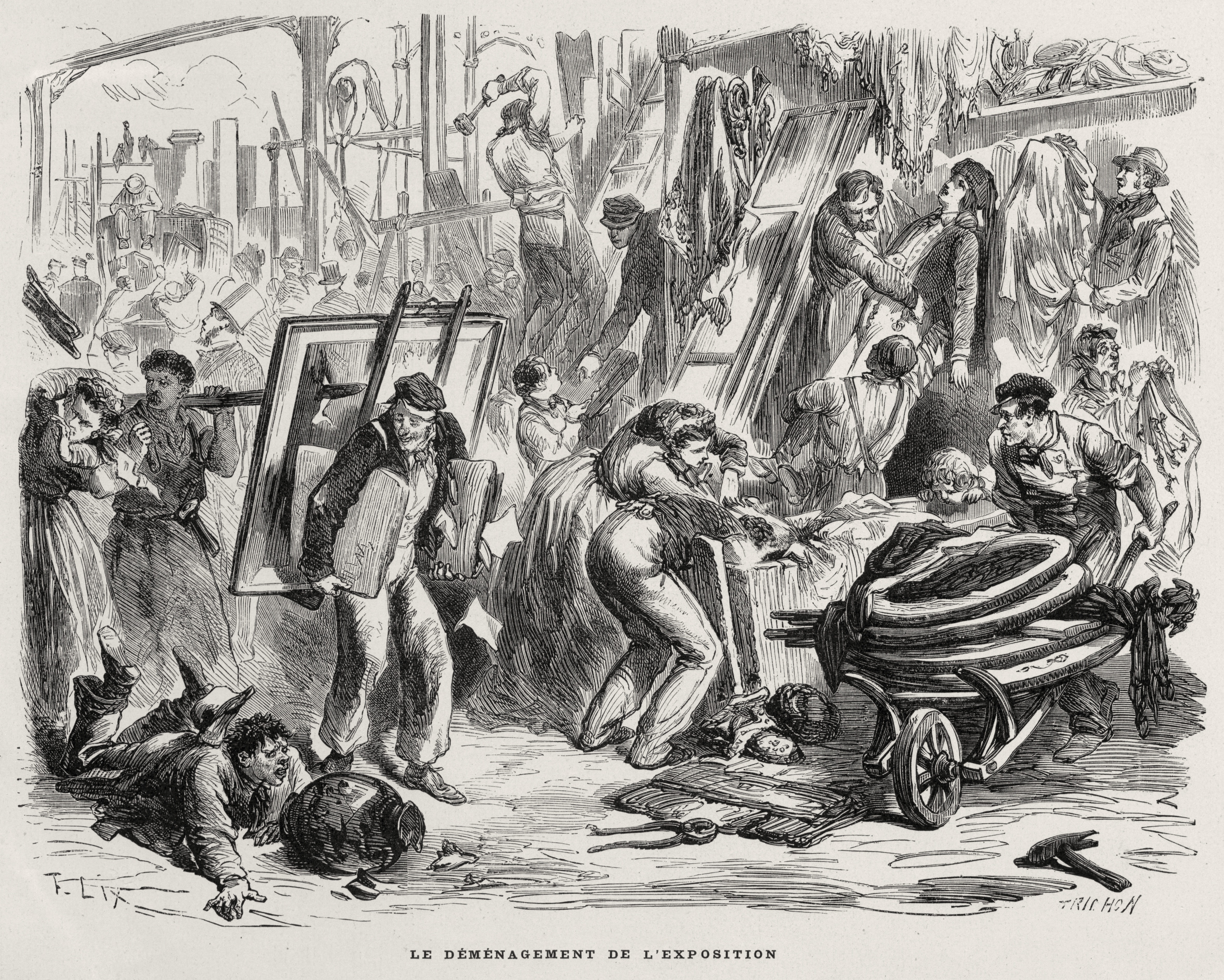
Demontering och borttagning efter utställningens slut.